# Leśni podróżnicy
Leśni podróżnicy (ros. Лесные путешественники) – radziecki krótkometrażowy film animowany z 1951 roku w reżyserii Mstisława Paszczenko.

## Obsada (głosy)
- Aleksandra Panowa
- Władimir Ratomski
- Jurij Chrżanowski
- Grigorij Biełow
- Julja Julskaja
- Tatjana Baryszewa

## Animatorzy
Fiodor Chitruk, Rienata Mirienkowa, Władimir Arbiekow, Wiaczesław Kotionoczkin, Roman Dawydow, Boris Miejerowicz, Michaił Botow, Nadieżda Priwałowa, Grigorij Kozłow, Jurij Prytkow, Giennadij Filippow